# Al-Muzaffar Sulaiman
al-Malik al-Muzaffar (oder: al-Muazzam) Sulaiman (arabisch المعظم سليمان oder الملك المظفر, DMG al-Malik al-Muẓaffar/al-Muʿaẓẓam Sulaimān; gestorben 1250 in al-Mansura) aus der Dynastie der Ayyubiden war 1214–1215 Emir des Jemen. Sein Vater hieß Saad ad-Din Schahanschah (Saʿd ad-Dīn Šāhanšāh) und er war ein Urgroßneffe von Saladin.
Um 1214 heiratete Sulaiman die Mutter seines verstorbenen Cousins an-Nasir Ayyub und bemächtigte sich somit der Herrschaft über den Jemen. Gegen ihn erhob sich allerdings die im Jemen ansässige Familie der Rasuliden, die mehrere Städte unter ihre Kontrolle brachte. Sulaiman wurde wegen seines Versagens nur ein Jahr später gefangen gesetzt und in Ketten vor Sultan al-Kamil I. Muhammad nach Kairo gebracht. Ersetzt wurde er im Jemen durch dessen Sohn al-Masud Yusuf, bevor das Land ab 1229 von den Rasuliden regiert wurde.
Sulaiman blieb ein Gefangener, bis ihm der 1249/50 in Ägypten einfallende sechste Kreuzzug die Gelegenheit bot, seiner Loyalität gegenüber dem Sultan zu beweisen. In den Kämpfen um al-Mansura wurde er allerdings getötet.

## Weblink
- Rulers of Aleppo, Damascus, Hamah, Homs, Khelat (Ayubids) bei fmg.ac (englisch)

| Vorgänger      | Amt                      | Nachfolger     |
| -------------- | ------------------------ | -------------- |
| an-Nasir Ayyub | Emir von Jemen 1214–1215 | al-Masud Yusuf |

| Personendaten    | Personendaten                                                      |
| ---------------- | ------------------------------------------------------------------ |
| NAME             | Muzaffar Sulaiman, al-                                             |
| ALTERNATIVNAMEN  | Malik al-Muzaffar Sulaiman, al-; Muzaffar al-Muazzam Sulaiman, al- |
| KURZBESCHREIBUNG | Ayyubide, Emir des Jemen                                           |
| GEBURTSDATUM     | 13. Jahrhundert                                                    |
| STERBEDATUM      | 1250                                                               |
| STERBEORT        | al-Mansura                                                         |